# Haplochromis artaxerxes
Haplochromis artaxerxes là một loài cá đã tuyệt chủng thuộc họ Cichlidae. Nó là loài đặc hữu của Uganda.